# شوراويه (مهاباد)
قرية شوراويه (بالكردية: شۆڕاوێ) هي إحدى القرى التابعة لـمنغور الشرقية في ريف قسم خليفان من مقاطعة مهاباد، في محافظة أذربیجان الغربیة الإيرانية.

## السكان
حسب إحصاءات سنة 2006، بلغ إجمالي السكان في شوراويه 42 نسمة وعدد المساكن 6 مسكن. لغة سكان شوراويه هي اللغة الكردية و هم من أهل السنة والجماعة والمذهب الشافعي.